# آدم كينغ هودغينز
آدم كينغ هودغينز هو فلاح وسياسي كندي، ولد في 1 نوفمبر 1859 في Lucan Biddulph ‏ في كندا، وتوفي في 15 مايو 1932. نشط حزبياً في حزب كندا المحافظ. وقد انتخب عضو مجلس العموم الكندي.